# Käferhain
Käferhain war ein Dorf südlich von Groitzsch, das 1985/86 dem Tagebau Groitzscher Dreieck zum Opfer gefallen ist. Seine Flur gehört heute zum Ortsteil Methewitz der Stadt Groitzsch im Landkreis Leipzig (Freistaat Sachsen).

## Lage
Käferhain lag in der Leipziger Tieflandsbucht unweit des Dreiländerecks Sachsen–Sachsen-Anhalt–Thüringen zwischen Groitzsch im Nordwesten und der thüringischen Stadt Lucka im Südosten.
Die devastierte Ortslage befindet sich heute am nordwestlichen Ufer des Groitzscher Sees östlich des Groitzscher Ortsteils Methewitz.

## Geschichte
Käferhain wurde im Jahr 1399 als „Kefernhain“ erwähnt. Der Ort gehörte als Amtsdorf bis 1856 zum kursächsischen bzw. königlich-sächsischen Amt Pegau. Im Jahr 1856 kam Käferhain zum Gerichtsamt Pegau und 1875 zur Amtshauptmannschaft Borna.
Die Bahnstrecke Gaschwitz–Meuselwitz führte seit 1874 östlich an Käferhain vorbei. Der Ort erhielt jedoch erst am 15. Oktober 1879 einen Haltepunkt an der Strecke. Am 1. Oktober 1948 wurde Käferhain in den westlichen Nachbarort Methewitz eingemeindet. Zu diesem Zeitpunkt hatte Käferhain noch 177 Einwohner (Stand: 1946). Im Jahr 1952 wurde die Gemeinde Methewitz mit seinen zwei Ortsteilen dem Kreis Borna im Bezirk Leipzig zugeordnet. Am 1. Juli 1973 erfolgte wiederum die Eingemeindung von Methewitz nach Auligk, wodurch auch Käferhain ein Ortsteil von Auligk wurde.
1974/75 erfolgte der Aufschluss des Tagebaus Groitzscher Dreieck südöstlich von Käferhain. Daraufhin wurde am 27. September 1976 der Reisezugverkehr auf dem Abschnitt Groitzsch–Meuselwitz der Bahnstrecke Gaschwitz–Meuselwitz eingestellt und der Haltepunkt Käferhain außer Betrieb genommen. Das stillgelegte Streckengleis des Abschnitts Groitzsch–Käferhain diente bis zur endgültigen Stilllegung im Jahr 1992 als Anschlussbahn des Baggermontageplatzes Groitzscher Dreieck.
In Vorbereitung der Devastierung mussten die 74 Einwohner von Käferhain und die 50 Einwohner von Neukäferhain in den Jahren 1985 und 1986 ihre Häuser räumen. Sie wurden in eine Siedlung an der „Käferhainer Straße“ im Groitzscher Ortsteil Großpriesligk umgesiedelt.
Durch die vorzeitige Stilllegung des Tagebaus Groitzscher Dreieck im Jahr 1991 wurde die Flur von Käferhain nur teilweise abgebaggert. Der gestundete Teil soll im Jahr 2030 als Abbaufeld des Tagebaus Vereinigtes Schleenhain wieder aufgefahren werden. Südlich der Abbaukante, auf der die Käferhainer Flur liegt, entstand im Restloch der Groitzscher See, an dessen Nordwestufer sich heute die ehemalige Ortslage Käferhain befindet.
Durch die am 1. Januar 1996 erfolgte Eingemeindung von Auligk nach Groitzsch gehört die Flur von Käferhain heute zur Stadt Groitzsch im sächsischen Landkreis Leipzig.

## Orte der Erinnerung

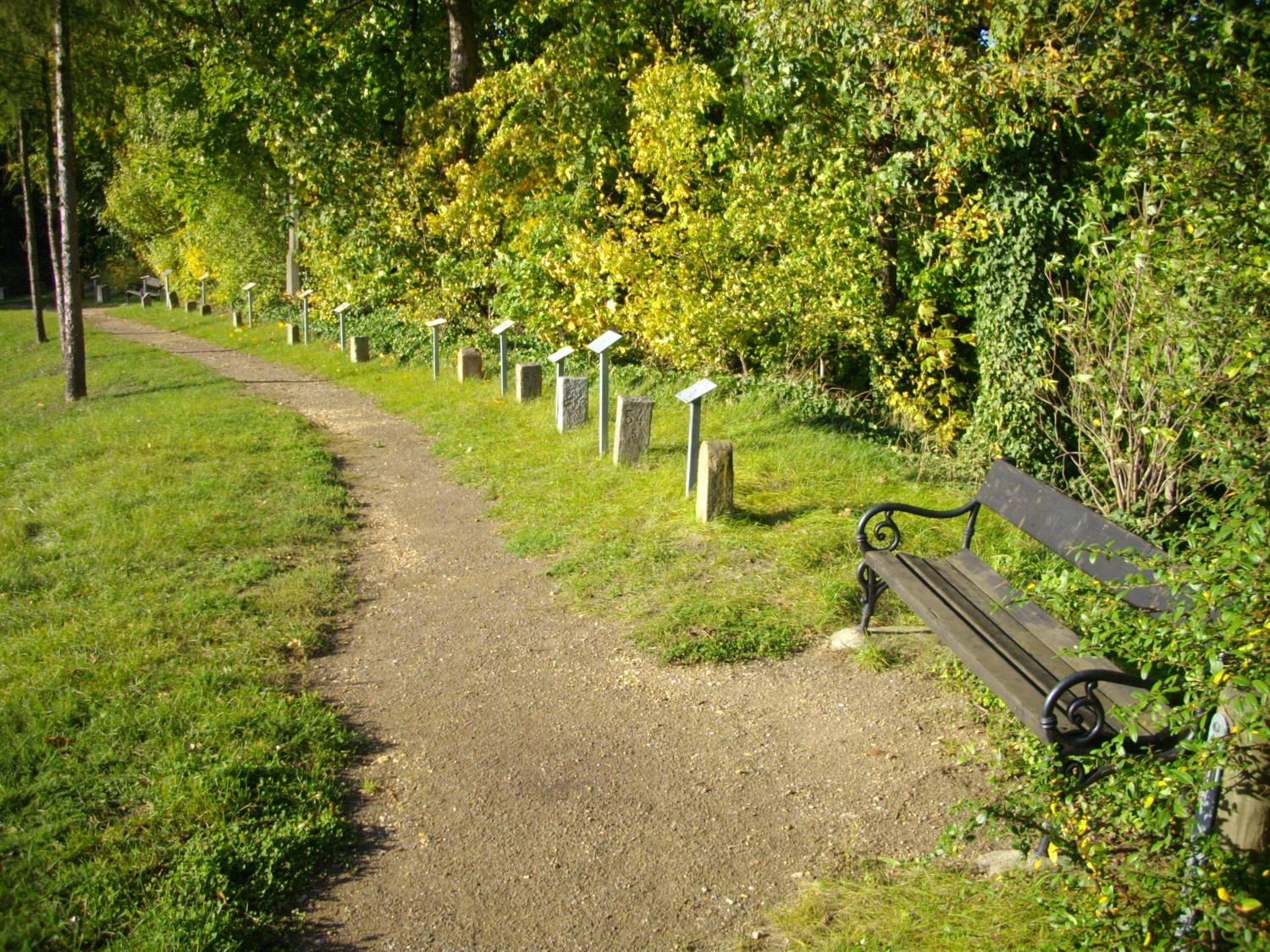
Flursteinlapidarium auf der Wiprechtsburg Groitzsch

Im Groitzscher Ortsteil Großpriesligk erinnert die „Käferhainer Straße“ an den Ort.
Der bevorstehende Abriss von Käferhain war im Jahr 1982 der Anfang des Flurstein-Lapidariums auf der Wiprechtsburg Groitzsch. Die ersten Exponate waren ein königlich-sächsischer Meilenstein an der Poststraße von Groitzsch nach Lucka und ein Sandsteinwegweiser mit sächsischem Wappen an der Straßengabelung Käferhain–Methewitz.